# ガジェット通信
ガジェット通信（ガジェットつうしん）は、東京産業新聞社が運営する日本のニュースサイト。深水英一郎により創刊された。ガジェット通信の運営会社である株式会社東京産業新聞社についても本項で記述する。

## 概要
「メールマガジン配信プラットフォームまぐまぐの創立者である深水英一郎により発案、企画進行され、2ちゃんねる検索」などのサービスを提供している未来検索ブラジルにて2008年（平成20年）9月30日に「未来検索ガジェット通信」の名称で開設され、同年11月にニュースサイトとしてテストオープンした。その当初より、2ちゃんねる開設者・元管理人の西村博之（ひろゆき）が記者として参加している。2009年（平成21年）2月より未来検索ブラジルの子会社である東京産業新聞社に運営が移管され、サイト名を現在の「ガジェット通信」とする。過去には、電子掲示板・2ちゃんねる (2ch.net) のトップページに当サイトへのリンクが張られていた。
企画立ち上げは、深水英一郎が当時ポータルサイトに所属しメディア事業に関わっていた旧知の高橋賢に対して、メディアの立ち上げの相談を持ちかけるところから始まる。2008年8月にガジェット系メディアを試験的に立ち上げるが、当初は名称が「Unboxing」で、既にドメインも取得されていた。しかし高橋が「それでは日本人に伝わらない、分かりやすい名前でなくてはならない」とし「ガジェット通信」と名付けドメインもGadgetの後ろ3文字を取ったgetとnewsをあわせたgetnewsとし、ドメインもgetnews.jpを取得しなおした。当初のロゴは今のようなロゴではなくポップで丸みを帯びたロゴだった。
未来検索ブラジルの事業として行うことにしたきっかけは、当時事業もイメージも2ちゃんねるに依存する部分が大きかった未来検索ブラジルの中で、新しい事業をおこない、2ちゃんねるにのみ関連する事業会社というイメージを払拭し新しい柱をつくりたかったため。メディアに関わる仕事をおこなってきた役員が多かったため、メディア事業であれば役員の合意も得られやすいだろうということで深水英一郎が未来検索ブラジル役員に企画説明をおこなった。「ガジェット系メディアを運営すれば、情報発信ができそこから収益も得られ、さらに一眼レフカメラなど最新のデジタルガジェットを発売前に触りまくりである」というプレゼンをおこなったところ、満場一致で役員の賛同を得られ、「細くとも長く続けていこう」という方針がつくられた。
上記の理由により開設当初よりデジタル家電（ガジェット）の新製品紹介やレビューに力を入れているが、東京産業新聞社の運営となって以降は特にデジタル家電と関係の無い一般ニュースも取り上げるようになっている。特徴的な取り組みとして、2ちゃんねるやTwitterで話題になっている個人のブログ記事をサイトへの「寄稿」という形で掲載しているほか、深水英一郎が立ち上げた姉妹サイト「連載.jp」に登録された市民記者（ガジェット通信では「ウェブライター」と呼ばれる）が投稿した記事より編集部が選んだものがガジェット通信に掲載されるなどユーザーが発信者として参加できるような工夫もおこなった。

### 東京産業新聞社
ガジェット通信の運営会社である株式会社東京産業新聞社（とうきょうさんぎょうしんぶんしゃ）は、2003年（平成15年）に設立された未来検索ブラジルの子会社である。「ペーパーレス新聞社」を標榜しており、社名に冠された『東京産業新聞』なる新聞はもとよりいかなる紙媒体の定期刊行物も発行していない。ガジェット通信とその関連ニュースサイト以外のサービスでは、2ちゃんねるが唯一公認するまとめサイト「コピペちゃんねる」の運営を行っている。
代表取締役は未来検索ブラジル社長の竹中直純が兼務しており、編集部も同じビルに入居している。編集部は此ノ木よしるの漫画『SE』（白泉社『ヤングアニマル』連載）で、主人公の職場のモデルとなっている。

## 沿革
- 2008年（平成20年）
  - 7月 - メールマガジン配信プラットフォームまぐまぐの創立者である深水英一郎によりガジェット系ニュースサイト企画として発案、設立準備をおこなう。
  - 9月 - 有限会社未来検索ブラジルにより「未来検索ガジェット通信」として開設される。
  - 11月 - テストオープン。
- 2009年（平成21年）2月 - 株式会社東京産業新聞社の運営となり、サイト名を「ガジェット通信」に改称。
- 2011年（平成23年）
  - 1月 - ニフティと提携し姉妹サイト「夕刊ガジェット通信」を開設。
  - 6月 - ウェブライター参加投稿型の姉妹サイト「Aニュース」（現・「連載.jp」）を開設。
  - 11月 - 国際的な協力の下に規制薬物に係る不正行為を助長する行為等の防止を図るための麻薬及び向精神薬取締法等の特例等に関する法律（麻薬特例法）違反幇助容疑で編集部が警視庁の捜索を受ける。
- 2012年（平成24年）
  - 7月 - 日本インターネット報道協会に加盟。
  - 12月 - パソコン遠隔操作事件に関連して編集部が警視庁および大阪府警の捜索を受ける。
- 2013年（平成25年）2月 - 2件の捜索につき「いずれの事件とも無関係」として、未来検索ブラジルと共同で国家賠償法に基づく訴訟を起こす[8]。
- 2014年（平成26年） - 「夕刊ガジェット通信」終了。
- 2016年（平成28年） - 親会社の未来検索ブラジルと共に本社を渋谷区から千代田区に移転。
- 2020年（令和2年）10月 - 親会社の未来検索ブラジルと共に本社を千代田区から渋谷区に移転。

## 姉妹サイト
以下の姉妹サイトに掲載された記事はガジェット通信とその提携配信先のニュースサイトにも掲載される場合がある。
オタ女
オタクな女性向けニュース。ガジェット通信記者の藤本エリが企画し立ち上げ。
ホラー通信
映画・漫画・アニメ・コンピュータゲームなどホラー全般を取り上げる他、怪奇系のニュースを取り上げる。ガジェット通信記者のレイナスと藤本エリが企画し立ち上げ。
連載.jp
旧称・Aニュース。ウェブライター投稿型ニュースサイト。深水英一郎が企画し立ち上げ。

### 更新終了
ヴァラエティ・ジャパン
映画・芸能関連ニュース。米『バラエティ』の日本版。
まめち!
「豆知識共有サイト」としてトリビアに属するニュースを取り上げる。更新頻度は低く、2013年（平成25年）6月にガジェット通信本体へ統合された。
夕刊ガジェット通信
ガジェット通信編集部の協力でニフティが運営。時事論説やスポーツ、芸能関連など夕刊紙的なテイストの記事を中心に扱っていた。
ガジェット通信ゲームズ
コンピュータゲーム関連のニュースおよび読者投稿型レビュー。
ゴールドラッシュ
エンターテインメント系ニュース。主執筆者である高橋賢は後に独立して「ゴゴ通信」を立ち上げている。
GETOTAKU.com
英語。日本の漫画・アニメ・コンピュータゲーム・VOCALOID他のサブカルチャー全般を扱っていた。

## 主な提携企業・サイト
五十音順。

### 一般ニュース提供
- 時事通信社

### その他の記事提供
- web R25（リクルート）
- おたくま経済新聞
- GAGAZINE
- 瞬刊!リサーチNEWS（VOYAGE GROUP）
- 新刊JP
- タワーレコード
- 東京プレスクラブ
- 日刊VOCALOIDガイド[9]
- NEWSポストセブン（週刊ポスト、女性セブン　小学館）
- 弁護士ドットコム
- Musicman-NET（エフ・ビー・コミュニケーションズ）

### ガジェット通信より記事配信
- アメーバニュース
- Infoseekニュース
- exciteニュース
- Googleニュース
- ニコニコニュース
- ネタりか（Yahoo! JAPAN）
- BIGLOBEニュース
- mixi
- mobage
- 読めるモ
- livedoor ニュース

2012年（平成24年）6月よりlivedoor ニュースに掲載された記事のうちクリエイティブ・コモンズのCC-BY-ND（表示-改変禁止）ライセンス適用記事をガジェット通信に掲載する相互配信を行っていたが、現在は実施されていない。

### ガジェット通信の姉妹サイト
- オタ女
- ホラー通信
- 連載.jp

### niconico公式チャンネル
- ガジェ通チャンネル（ch.222）
- ガジェ通プレミアチャンネル（ch.1234）
- ガジェ通リポートチャンネル（ch.2222）